# Maria de Lourdes Chantre

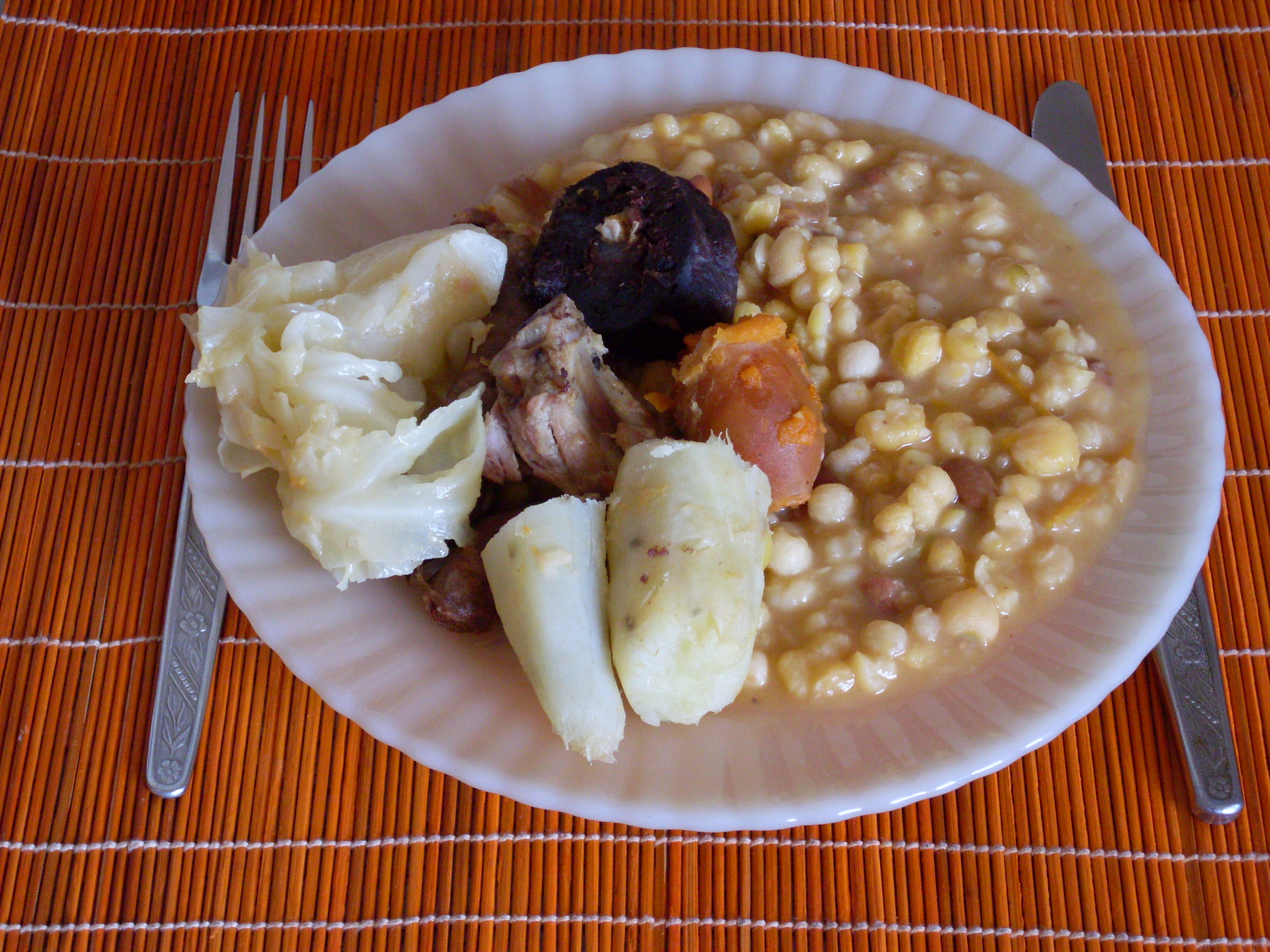
Cachupa, um dos pratos tradicionais de Cabo Verde, mencionados no livro Cozinha de Cabo Verde, de Maria de Lourdes Chantre.

Maria de Lourdes Chantre (Mindelo, 1929), é pioneira da gastronomia cabo-verdiana, tendo escrito o primeiro livro sobre a cozinha de Cabo Verde, em 1979.       

## Biografia
Filha de mãe portuguesa e pai cabo-verdiano, Maria de Lourdes Chantre nasceu no dia 11 de Outubro de 1929, na Ilha de São Vicente, no Mindelo.
Pouco  depois de entrar no liceu, a mãe fica doente e a família regressa a Portugal, indo morar em Lisboa, onde os pais se haviam casado. A Segunda Guerra Mundial começa e o regresso a Cabo Verde é adiado.
Numa visita ao pai que ficara retido em Cabo Verde durante as férias, conhece Guilherme Chantre, pioneiro da Escola Industrial e Comercial da Ilha de São Vicente, com quem casa. Através dele, conhece o grupo de intelectuais conhecido como "Os Claridosos" por terem fundado a revista Claridade, que esteve na base do movimento de emancipação social, cultural e política de Cabo Verde. Entre eles, encontrava-se o escritor Jorge Barbosa que a incentivou a escrever e a publicar um livro sobre a gastronomia cabo-verdiana.
Assim, em 1979 publica o primeiro livro de sempre sobre a culinária de Cabo Verde, editado na Guiné Bissau.

## Prémios e reconhecimento
O Governo de Cabo Verde condecorou-a com a Medalha de Mérito de 1.º Grau, como reconhecimento pelo seu trabalho em prol da gastronomia e cultura do país.
Em 2020, foi homenageada na Gala do 50.º aniversário da Associação Caboverdeana, em Lisboa.

## Obras
Escreveu os livros:
- 1979 — Cozinha de Cabo Verde, Edição Aurora[9]

- 1982 — 111 receitas de cozinha africana, Publicações Europa-América,  ISBN: 9789721000162
- 1990 — Comida saudável para o coração, Fundação Portuguesa de Cardiologia
- 2001 — Cozinha de Cabo Verde, Editorial Presença, ISBN: 9789722310468
- 2022 — Historia tradição e novos sabores da cozinha de Cabo Verde[5]